# Jutulstraumen Glacier
Jutulstraumen Glacier är en glaciär i Östantarktis. Norge gör anspråk på området.
Jutulstraumen Glacier ligger 100 meter över havet. Terrängen runt glaciären är mycket platt.